# 日本の哲学者
日本の哲学者（にほんのてつがくしゃ）一覧を姓の50音順に挙げる（日本に在住し日本語で発表・著述する／した外国人哲学者を含む）。

## あ行
- 赤間啓之
- 浅井茂紀
- 浅野俊哉
- 東浩紀
- 阿部次郎
- 石垣壽郎
- 石黒ひで
- 市井三郎
- 一ノ瀬正樹
- 井筒俊彦
- 出隆
- 伊藤徹 (哲学者)
- 井上円了
- 井上庄七
- 今道友信
- 入不二基義
- 岩崎武雄
- 上野修
- 鵜飼哲
- 上田閑照
- 上山春平
- 内井惣七
- 梅原猛
- 梅本克己
- 大西祝
- 大庭健
- 大橋容一郎
- 大峯顕
- 大森荘蔵
- 小川仁志
- 小澤静男
- 小原国芳
- 小原信
- 小浜善信
- 澤瀉久敬

## か行
- 加國尚志
- 梯明秀
- 片岡一竹
- 加地大介
- 加藤尚武
- 金森修
- 河村次郎
- 川本隆史
- 神崎繁
- 木田元
- 清真人
- 九鬼周造
- 久野収
- 久保陽一
- 桑木厳翼
- 桑木務
- 合田正人
- 高坂正顕
- 高山岩男
- 小寺慶昭
- 小林紀由

## さ行
- 斎藤忍随
- 左右田喜一郎
- 坂部恵
- 坂本百大
- 志筑忠雄
- 渋谷理江
- 清水正徳
- 下村寅太郎
- 菅原潤

## た行
- 高島明
- 高橋里美
- 高橋昌一郎
- 高橋哲哉
- 高橋隆雄
- 高間直道
- 滝浦静雄
- 滝沢克己
- 田口寛治
- 竹内良知
- 竹内芳郎
- 竹田青嗣
- 武市健人
- 田島正樹
- 田中煕
- 田中美知太郎
- 田邊元
- 谷川徹三
- 田畑稔
- 丹治信春
- 手川誠士郎
- 鶴見俊輔
- 円谷裕二
- アルフォンス・デーケン
- 土屋俊
- 土井虎賀寿
- 戸坂潤
- 朝永三十郎

## な行
- 永井均
- 中島義道
- 仲正昌樹
- 中村隆文
- 中村元
- 中村雄二郎
- 西川富雄
- 西晋一郎
- 西田幾多郎
- 西谷修
- 西谷啓治
- 西潟春輝
- 新田義弘
- 野家啓一
- 野矢茂樹
- 野田又夫

## は行
- 橋本峰雄
- 長谷正當
- 服部健二
- 久松真一
- 廣川洋一
- 廣松渉
- 広瀬巌
- 藤沢令夫
- 舩山信一
- 古川賢
- 波多野精一
- 堀越耀介

## ま行
- 松本寿一
- 三島憲一
- 三木清
- 宮内璋
- 宮本久雄
- 麥谷邦夫
- 務台理作
- 村田純一
- 森信三
- 森岡正博
- 森村修
- みしゃーる

## や行
- やすいゆたか
- 山口一郎
- 山内志朗
- 山口恵照
- 山口和子
- 山本健造
- 山本耕平
- 山本哲士
- 吉田量彦

## ら行
- クラウス・リーゼンフーバー
- 良知力

## わ行
- 和辻哲郎
- 渡邊二郎
- 鷲田清一
- 渡邊博 - 科学哲学、科学史。中央大学文学部教授。